# Денисова (Частоозерський округ)
Дени́сова (рос. Денисова) — присілок у складі Частоозерського округу Курганської області, Росія.
Населення — 230 осіб (2010, 267 у 2002).
Національний склад станом на 2002 рік:
- росіяни — 100 %